# 仁寿堂
仁寿堂是位于中国浙江省永康市方岩镇下象瑚里村的一处清代民居，坐西朝东，平面布局为两进两天井，两侧设厢房，均为二层，面积847平方米。仁寿堂与同在一村的占鳌公祠、慈孝堂和燕贻堂为同一家族所有的一组建筑，列入浙江省文物保护单位。